# Pogonia trinervia
Pogonia trinervia är en orkidéart som först beskrevs av William Roxburgh, och fick sitt nu gällande namn av Voigt. Pogonia trinervia ingår i släktet Pogonia och familjen orkidéer.
Artens utbredningsområde är Moluckerna. Inga underarter finns listade i Catalogue of Life.